# Тест на оксидазу

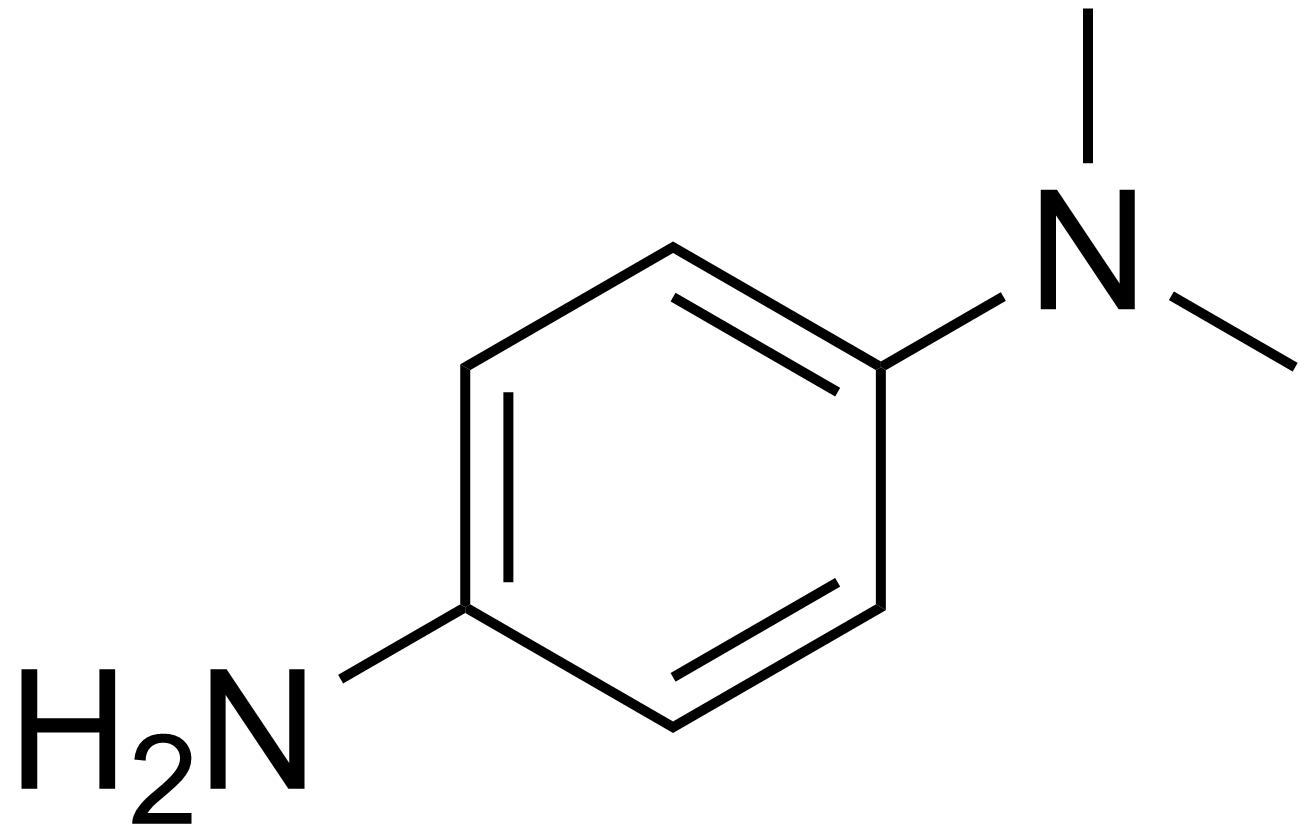
DMPD

TMPD

Тест на оксидазу — тест, що широко використовується в мікробіології для визначення, чи певний штам бактерій має цитохром-c-оксидазу. Для проведення теста використовуються середовище, що містить один з характерних реагентів, таких як N,N,N′,N′-тетраметил-p-фенилендіамін (TMPD) або N,N-диметил-p-фенилендіамін (DMPD), що виступають як індикатор окислювального стану. В окисленому стані ці реагенти отримують темно-червоний або синій колір, у відновленому стані вони безбарвні.